# See You in Hell
See You in Hell («увидимся в Аду») — дебютный студийный альбом британской хеви-метал-группы Grim Reaper, выпущенный в 1983 году на независимом лейбле Ebony Records. В следующем году альбом вышел в США на лейбле RCA Records и занял 73 место в американском чарте Billboard 200. Обложку альбома нарисовал Гарри Шарп-Янг.
На заглавную песню альбома был снят видеоклип, который в 1993 году был показан в 28 эпизоде 2 сезона сериала «Бивис и Баттхед». Эта песня заняла 38 место в списке 40 Most Awesomely Bad Metal Songs Ever, составленном телеканалом VH1.

## Список композиций
Все песни написаны Ником Боукоттом и Стивом Гримметом, кроме особо отмеченных.
1. «See You in Hell» — 4:18
2. «Dead on Arrival» — 4:34
3. «Liar» — 2:49
4. «Wrath of the Ripper» — 3:14
5. «Now or Never» — 2:53
6. «Run for Your Life» — 3:42
7. «The Show Must Go On» (Ник Боукотт, Пол ДиМеркадо) — 7:26
8. «All Hell Let Loose» — 4:25

## Участники записи
- Стив Гримметт — вокал
- Ник Боукотт — гитара
- Дейв Вонклин — бас-гитара
- Ли Харрис — барабаны

Производство
- Дэррил Джонтсон — продюсер, инженер
- Гарри Шарп — дизайн

## Чарты
| Год  | Чарт                | Позиция |
| ---- | ------------------- | ------- |
| 1984 | Billboard 200 (США) | 73      |